# (3518) Florena
(3518) Florena (1977 QC4) – planetoida z pasa głównego asteroid okrążająca Słońce w ciągu 4,38 lat w średniej odległości 2,67 j.a. Odkrył ją Nikołaj Czernych 18 sierpnia 1977 roku.